# サダ・ウィリアムズ
サダ・ウィリアムズ（Sada Williams、1997年12月1日 - ）は、バルバドスの陸上競技選手。専門は短距離走。ブリッジタウン出身。女子200m、400mのバルバドス国内記録保持者。
2021年の東京オリンピックの女子400mに出場し、準決勝でバルバドス国内記録を更新した。
2022年にユージーンで開催された世界陸上競技選手権大会では、決勝でバルバドス国内記録を更新し、銅メダルを獲得した。世界陸上競技選手権大会でバルバドスがメダルを獲得したのは2009年以来、13年ぶり2回目で、ウィリアムズは2人目のメダリストとなった。

## 主な戦績
| 年   | 大会                   | 開催地           | 種目         | 順位             | 記録   | 備考     |
| ---- | ---------------------- | ---------------- | ------------ | ---------------- | ------ | -------- |
| 2015 | パンアメリカン競技大会 | トロント         | 4×400mリレー | 決勝進出         | 失格   |          |
| 2017 | 世界陸上競技選手権大会 | ロンドン         | 200m         | 予選敗退         | 23秒55 |          |
| 2018 | コモンウェルスゲームズ | ゴールドコースト | 200m         |                  | 棄権   |          |
| 2019 | パンアメリカン競技大会 | リマ             | 400m         | 6位              | 52秒25 |          |
| 2019 | 世界陸上競技選手権大会 | ドーハ           | 400m         | 準決勝敗退       | 51秒31 | 自己記録 |
| 2021 | オリンピック           | 東京             | 400m         | 準決勝敗退 (9位) | 50秒11 | 国内記録 |
| 2022 | 世界陸上競技選手権大会 | ユージーン       | 400m         | 3位              | 49秒75 | 国内記録 |
| 2022 | コモンウェルスゲームズ | バーミンガム     | 400m         | 優勝             | 49秒90 | 大会記録 |

## 記録
| 種目         | 記録      | 年月日        | 場所             | 備考     |
| ------------ | --------- | ------------- | ---------------- | -------- |
| 100m         | 11秒66    | 2017年2月25日 | セント・マイケル |          |
| 200m         | 22秒61    | 2016年3月18日 | セント・マイケル | 国内記録 |
| 400m         | 49秒75    | 2022年7月22日 | ユージーン       | 国内記録 |
| 110mハードル | 14秒40    | 2015年3月26日 | ブリッジタウン   |          |
| 400mハードル | 1分02秒90 | 2015年3月27日 | ブリッジタウン   |          |